# Nilus der Ältere

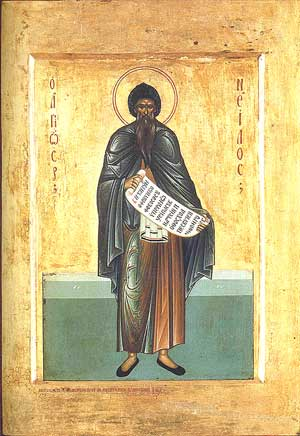
Nilus der Ältere, russische Ikone

Nilus der Ältere, auch genannt Nilus von Ankyra (* in oder bei Ankara; † 430) war ein Staatsbeamter im oströmischen Reich und später Mönch.
Nilus wirkte unter den Kaisern Arcadius und Theodosius II. als Beamter und Politiker. Später ließ er sich zusammen mit seinem Sohn Theodolus auf dem Berg Sinai als Anachoret nieder.
In seinen Schriften setzte er sich sehr für das Mönchstum und deren Verbreitung ein; warnte aber auch stets vor deren Verweltlichung. Man zählt ihn zu den Kirchenvätern.
Sein Gedenktag ist der 12. November.
Er ist nicht zu verwechseln mit Nilus dem Jüngeren.

## Werke
- Leone Allacci (Hrsg.): S. P. N. Nili ascetae, discipuli S. Johannis Chrysostomi epistolarum libri IV. Barberi, Rom 1668.
- Pietro A. Zini (Hrsg.): Nili opera quaedam nondum edita. Cramoisy, Paris 1639.